# Ariégeois (chien)
Pour les articles homonymes, voir Ariégeois.
Ne doit pas être confondu avec Braque de l'Ariège.
L'ariégeois est une race de chiens qui tire son nom de l'Ariège, un département français. L'ariégeois est un chien courant de taille moyenne de couleur blanc et noir, avec des marques feu pâle sur la face.
Créé pour la chasse à tir et à courre, il serait issu d'un croisement entre des briquets du pays et des grands chiens courants du midi (sans doute le grand bleu de Gascogne et le grand gascon saintongeois).

## Historique
Le comte Élie de Vézins est l'instigateur de la race qui serait issue d'un croisement entre des chiens courants et des briquets autochtones  et un chien d'ordre comme le grand bleu de Gascogne ou le grand gascon saintongeois. La race est présente dans le midi de la France et plus particulièrement dans l'Ariège.

## Standard
L’ariégeois est un chien courant de taille moyenne, construit pour la chasse et d'allure légère et élégante. La queue bien attachée est fine à son extrémité et atteint la pointe du jarret. Elle est portée en lame de sabre. Le crâne est de largeur moyenne avec une bosse occipitale peu marquée. Le chanfrein est légèrement busqué et de la même longueur que le crâne. Les oreilles fines, souples et papillotées atteignent la naissance de la truffe. L'attache de l'oreille est située juste en dessous de la ligne de l’œil. Les yeux sont bruns et bien ouverts.
Le poil est court, fin et serré. La robe est blanche à taches noires au contour bien délimité et parfois mouchetée. De marques feu pâles sont présentes sur les joues et au-dessus des yeux.

## Caractère
Le standard FCI décrit la race comme appliquée, gaie et sociable. L’ariégeois est calme, affectueux, intelligent et facile à éduquer. Cette race est faite pour vivre à la campagne et chasser, la vie en ville n'est pas recommandée à l'ariégeois. Il apprécie les enfants et les autres chiens. L'éducation doit être réalisée dès le plus jeune âge avec beaucoup de douceur pour le sociabiliser.

## Utilité
L'ariégeois est un chien courant est doté d'un nez fin et d'une belle voix. Appliqué et faisant preuve d'initiative, l'ariégeois est notamment utilisé pour la chasse au lièvre et parfois pour le sanglier. L'ariégeois convient aussi bien à la chasse en plaine qu'en forêt et en lieux escarpés, mais est particulièrement adapté à la montagne.
La race est de plus en plus souvent utilisée comme un animal de compagnie.

## Soins
Comme tous chiens, il vous faudra vérifier chaque semaine les oreilles de votre chien. Si vous constatez qu'elles sont sales, essuyez-les avec une boule de coton humidifiée d'un nettoyant recommandé par votre vétérinaire.
Brossez régulièrement ses dents pour garder une bonne hygiène dentaire, idéalement deux à trois fois par semaine.
Si votre chien n'a pas ses ongles qui se raccourcissent naturellement (vous les entendrez cliquer sur le sol s'ils sont trop longs), coupez les une à deux fois par mois.